# Embalse de Cijara
Embalse de Cijara är en reservoar i Spanien. Den ligger i den centrala delen av landet, 160 km sydväst om huvudstaden Madrid. Embalse de Cijara ligger 407 meter över havet. Arean är 26,4 kvadratkilometer. 
Den sträcker sig 18,3 kilometer i nord-sydlig riktning, och 22,7 kilometer i öst-västlig riktning.

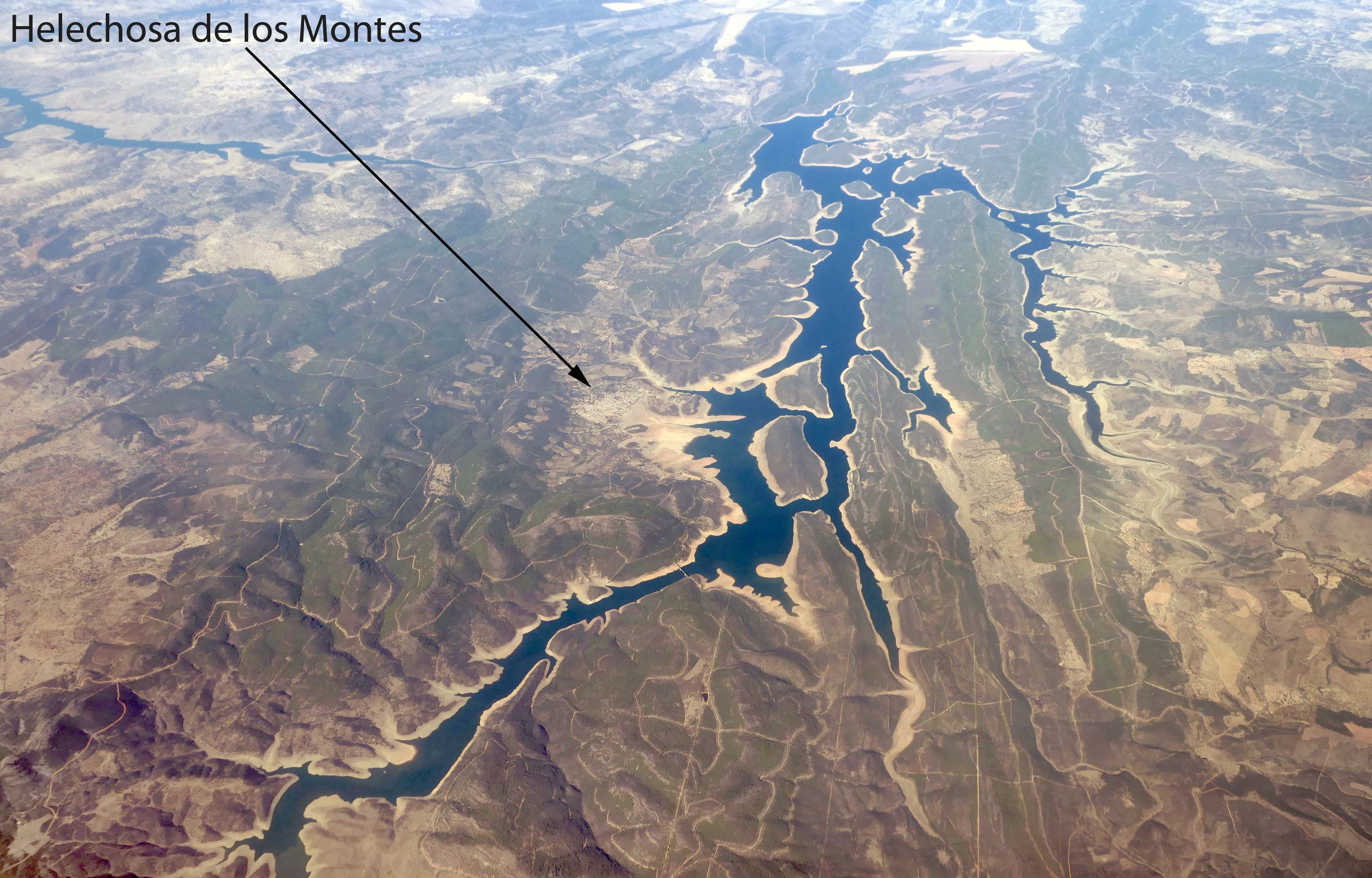
Flygfoto över Embalse de Cijara

Följande samhällen ligger vid Embalse de Cijara:
- Helechosa (792 invånare)